# Thinner
Thinner war ein Netlabel, das sich vor allem auf Dub-Techno und weitere vornehmlich sanfte Spielarten der elektronischen Musik konzentrierte. Es war seinerzeit eines der bekanntesten Netlabels im Bereich der elektronischen Musik.

## Geschichte
Das Netlabel wurde 1998 von dem Schweden Thomas Jaldemark gegründet. 2001 schlug ihm Sebastian Redenz vor, die musikalische Ausrichtung auf elektronischen Dub zu ändern. Im späteren Verlauf wurde Thinner von Sebastian Redenz, Ole Schulte und einem internationalen Team betrieben. Neben web-basierten Downloads fanden die Veröffentlichungen von Thinner auch über Filesharing-Plattformen wie Soulseek Verbreitung und wurden von Radio-DJs gespielt.
Thinner hatte seinen Sitz in Frankfurt-Nordend und galt laut Spiegel Online 2008 „als bestes seiner Zunft“ unter tausenden von Netlabels weltweit. In den jährlichen Leserumfragen der de:Bug wurde Thinner wiederholt mit großem Abstand zum „Netlabel des Jahres“ gewählt.
Der Thinner-Katalog beinhaltet Releases von Künstlern wie Philipp Weigl, Digitalverein, Marko Fürstenberg, Benfay, Pheek, Veer, Krill.Minima, Mikkel Metal, Christian Bloch, Vladislav Delay, Danny Kreutzfeldt, Digitalis und Éloi Brunelle. Bis September 2006 zählte das Netlabel über zwei Millionen MP3-Downloads. Ab Dezember 2008 wurden neue Veröffentlichungen als kostenpflichtige Downloads angeboten. Zusätzlich waren aber weiterhin kostenfreie Angebote geplant. Diese wurden jedoch nicht mehr realisiert, seit 2009 ruhen alle Aktivitäten des Labels.

## Sublabel und Partnerschaften
Autoplate war ein Sublabel Thinners und konzentrierte sich auf experimentelle Electronica und Ambient. Es wurde 2008 eingestellt.
Thinner und das von Éloi Brunelle gegründete Montrealer Epsilonlab, das sich vor allem auf House konzentrierte, pflegten für einige Jahre eine Labelpartnerschaft. Die beiden Labels unterstützten sich dabei gegenseitig, tauschten sich aus und organisierten gemeinsame Partys. So veröffentlichte man 2006 eine gemeinsame DVD mit dem Namen Epsilonlab vs Thinner: Silence is Presence, begleitet von einem Release auf Thinner, das sich auf das Audiomaterial beschränkte.